# Fanély Revoil
Fanély Revoil est une mezzo-soprano français, née le 25 septembre 1906 à Marseille, morte le 31 janvier 1999 à Annonay, et inhumée à Sablons dans l'Isère,. Sa carrière s'est étendue principalement entre 1930 et 1976, tant dans l'opéra que l'opérette.

## Biographie

### Enfance
Après une enfance à Sablons (Isère), village de ses ancêtres mariniers sur le Rhône, Revoil commence à travailler comme secrétaire et suit des cours de chant et de théâtre au Conservatoire de Marseille.

### Début
Elle fait ses débuts dans Gillette de Narbonne d'Edmond Audran à Montpellier en 1928, puis apparaît à Mulhouse dans la Comtesse Maritza d'Emmerich Kálmán ; elle rejoint ensuite une compagnie au Havre pour chanter dans des opérettes, comme dans le rôle de Frasquita dans Carmen.
Elle apparaît pour la première fois à Paris en 1933 au théâtre de la Porte-Saint-Martin dans de petits rôles avant de créer le rôle de Madame Dubarry lors de la première française de La Dubarry. D'autres succès viennent par la suite comme les créations des Valses de Vienne (1933), du Tzaréwitch (1935), d’Un coup de veine (1935), d’Au soleil du Mexique (1935) et de La Belle traversée (1937).

### Apogée
Elle rejoint ensuite l'Opéra-Comique où elle crée le rôle de Lucine dans Le Testament de la tante Caroline, et bien qu'elle ne fasse jamais partie de la compagnie, elle chante avec elle à l'Opéra-Comique pendant dix ans dans les rôles de Lazuli dans L'Étoile, de la Guimard dans Fragonard et dans le rôle principal de Ciboulette.

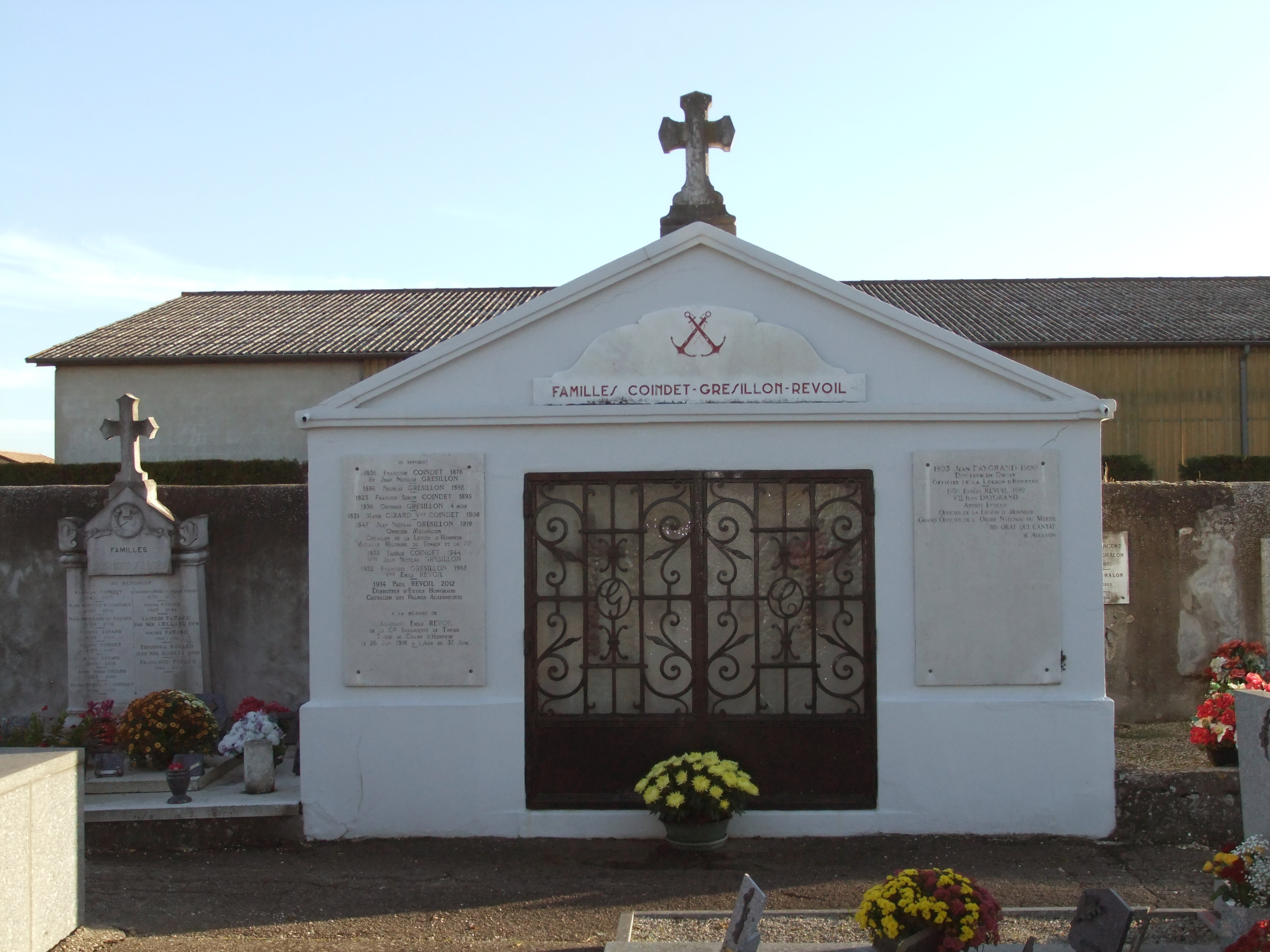
Tombe de Fanély Revoil, au cimetière communal de Sablons

Revoil apparaît plusieurs fois au théâtre du Châtelet dans Soleil du Mexique, Nina Rosa, Rose-Marie et crée le rôle principal de La Maréchale sans-gêne en 1948.
Elle participe à la première de Virginie Dejazet en 1946 au théâtre des Champs-Élysées.
Elle effectue plusieurs tournées au Portugal, aux Pays-Bas, en Italie, en Grande-Bretagne, souvent en compagnie de Willy Clément (en).

### Retrait
Après avoir pris sa retraite de la scène en 1957, elle enseigne le chant, d’abord au Conservatoire de Versailles à partir de 1958, puis au Conservatoire de Paris de 1964 à 1976,.

## Enregistrements
Revoil enregistre en 1941 des extraits de L'Étoile sous la direction de Roger Désormière. Elle enregistre aussi les Contes d'Hoffmann en 1948 sous la direction d'André Cluytens. Elle chante plusieurs opérettes et opéras-comiques à la radio dans les années 1950 et elle joue dans le film Les Deux Gamines en 1936.

## Discographie
- 1948 : André Cluytens (dir.), Raoul Jobin (Hoffmann), Renée Doria (Olympia), Vina Bovy (Giulietta), Géori Boué (Antonia), Louis Musy (Lindorf), André Pernet (Coppélius), Charles Soix (Dapertutto), Roger Bourdin (Miracle), Fanely Revoil (Nicklausse), Renée Faure (la Muse), André Bourvil (Andrès/Cochenille/Pitichinaccio/Frantz), chœurs et orchestre de l'Opéra-Comique - EMI ; réédition Naxos (version Choudens)

## Hommages

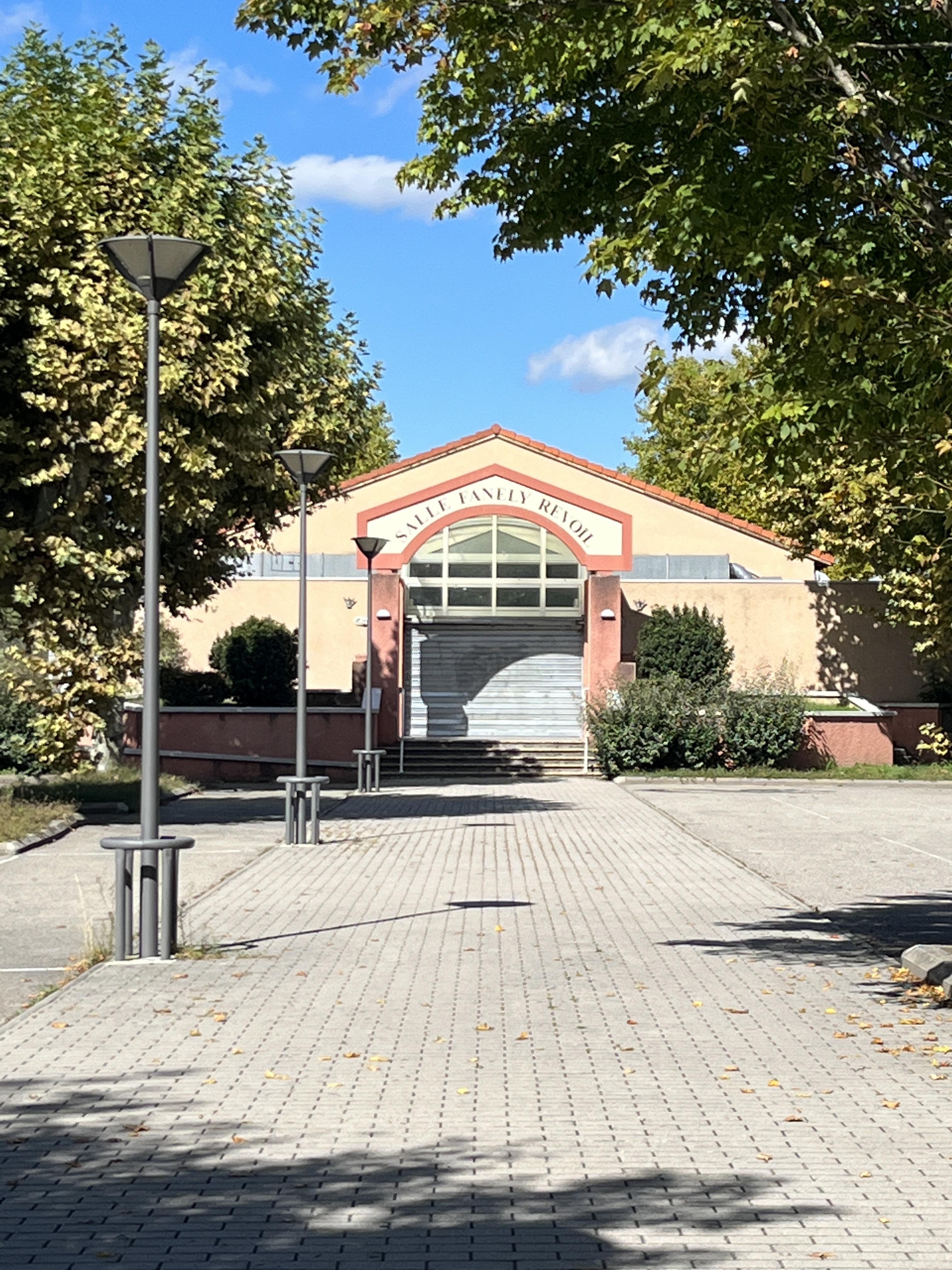
La salle Fanély-Revoil.

- La salles des fêtes de Sablons se nomme salle des fêtes Fanély-Revoil.